# Georg Christian Gebauer
Pour les articles homonymes, voir Gebauer.
Georg Christian Gebauer, né le 26 octobre 1690 à Breslau et mort le 27 janvier 1773 à Göttingen, est un jurisconsulte et historien allemand. 

## Biographie
Professeur aux universités de Leipzig (1727) et de Göttingen (1734), il est connu pour un Corpus juris civilis édité après sa mort à Göttingen en 1776 par Georg August Spangenberg, pour un Plan d'une histoire détaillée des principaux États de l'Europe (Leipzig, 1733), pour l' Ordo Institutionum Justinianearum (Göttingen, 1752) et pour un commentaire de l'ouvrage de Tacite sur les Germains, Vestigia juris Germanici antiquissima (Göttingen, 1766). 